# ورنس
ورنس (به فرانسوی: Vernas) یک کمون در فرانسه است که در Canton of Crémieu واقع شده‌است.

## خصوصیات
ورنس ۵٫۸۷ کیلومترمربع مساحت و ۱۷۴ نفر جمعیت دارد و ۲۱۰ متر بالاتر از سطح دریا واقع شده‌است.